# Римський театр у Пловдиві
Пловдивський античний театр — один з найбільш добре збережених римських театрів, розташований в центрі міста Пловдив, Болгарія. Імовірно, він був побудований в кінці правління імператора Траяна. Театр був виявлений в ході археологічних розкопок, що проводилися у 1968–1979 роках.
Театр може вміщати від 5 000 до 7 000 глядачів, і продовжує використовуватися в даний час. Входить до переліку 100 туристичних об'єктів Болгарії.

## Розташування
Театр розташований в Старому місті Пловдиві, у сідловині між пагорбами Таксим і Джамбаз.

## Опис
Глядацькі місця орієнтовані на південь, до древнього міста в низині і Родопських гір. Театр являє собою півколо із зовнішнім діаметром 82 метри. Ділиться на зоровий зал (аудіторіум) і сцену (орхестра). Глядацький зал видовбаний у схилі пагорба. Зона для глядачів (кавеа) складається з 28 концентричних мармурових рядів сидінь, які розділені проходом на два яруси. Верхній ярус перетинають вузькі радіальні сходи. Глядацькі місця оточують підковоподібну сцену діаметром 26,64 м. Сценічні приміщення (скена) розташовані південніше основної сцени. Вони мають 3 поверхи, підтримувані колонами. Проскеній (стіна за сценою) має висоту 3,16 м і декорований іонічною мармуровою колонадою. Фасад скени, звернений в глядацький зал, складається з двохрівневого портика, на першому рівні якого знаходяться колони іонічного ордера, а на другому — римсько-коринфського ордера. На фасаді скени — 3 симетрично розташованих портали. Вхід в орхестру з'єднує кавеа і сценічні приміщення. Критий прохід починається в центрі орхестри і веде через сценічні приміщення назовні. Інший критий прохід починається в центральній частині верхнього ряду залу і з'єднує кавеа з Тримонциумом.